# Oktawia Nowacka
Oktawia Maria Nowacka (Starogard Gdański, 2 gennaio 1991) è una pentatleta polacca.

## Palmarès
- Olimpiadi:

Rio de Janeiro 2016: bronzo nell'individuale.
- Mondiali:

Varsavia 2014: bronzo nella staffetta mista;
Berlino 2015: oro nella gara a squadre e bronzo nella staffetta.
- Europeo:

Medway 2011: oro nella gara a squadre;
Drzonków 2013: argento nella staffetta.